# Mompiano (metropolitana di Brescia)
Mompiano è una fermata della metropolitana di Brescia a servizio dell'omonimo quartiere.

## Storia
La fermata fu inserita nei primi studi di fattibilità della linea metropolitana stesi nella primavera del 1987 dall'ASM Brescia. Fu denominata Kossuth dal nome del piazzale dove fu posizionata inizialmente, in prossimità dello Stadio Mario Rigamonti, entrambi nel quartiere di Mompiano.
Nel progetto definitivo presentato dall'ASM nel 2000, la stazione Kossuth fu posizionata al termine settentrionale della galleria diretta a Bresciadue. In sede di Valutazione di impatto ambientale (VIA), divenne invece una fermata in trincea coperta dopo che si decise di convertire in tale forma il tracciato a nord della fermata di Ospedale fino al capolinea. Fu spostata a sud-est dalla precedente posizione, nel piazzale compreso tra via Ildebrando Vivanti e via Famiglia Boccacci, e le fu cambiato nome in Mompiano, dal nome del quartiere. I lavori di costruzione furono occasione per riqualificare l'area, armonizzando la fermata con l'ambiente e migliorando l'illuminazione pubblica.
L'impianto fu inaugurato il 3 novembre 2012, nell'ambito di una serie di cerimonie in cui le singole fermate della metropolitana furono mostrate al pubblico prima dell'effettivo inizio del servizio metropolitano. Fu aperta al servizio pubblico il 2 marzo 2013, assieme al resto della linea.

## Strutture e impianti
Mompiano riprende le stesse strutture delle altre fermate di tipo seminterrato: le due banchine a servizio dei binari di corsa hanno accesso separato con una rampa di scale e una linea di ascensori ciascuna, mentre l'illuminazione delle stesse è naturale, fornita da otto lucernari a forma piramidale.
Come in tutte le stazioni sono presenti le porte di banchina, che impediscono ai viaggiatori di accedere ai binari in assenza del treno.

## Servizi
La stazione dispone di:
- Biglietteria automatica
- Accesso per persone con mobilità ridotta.

## Interscambi
- Fermata autobus